# Paralia Glyka Nera

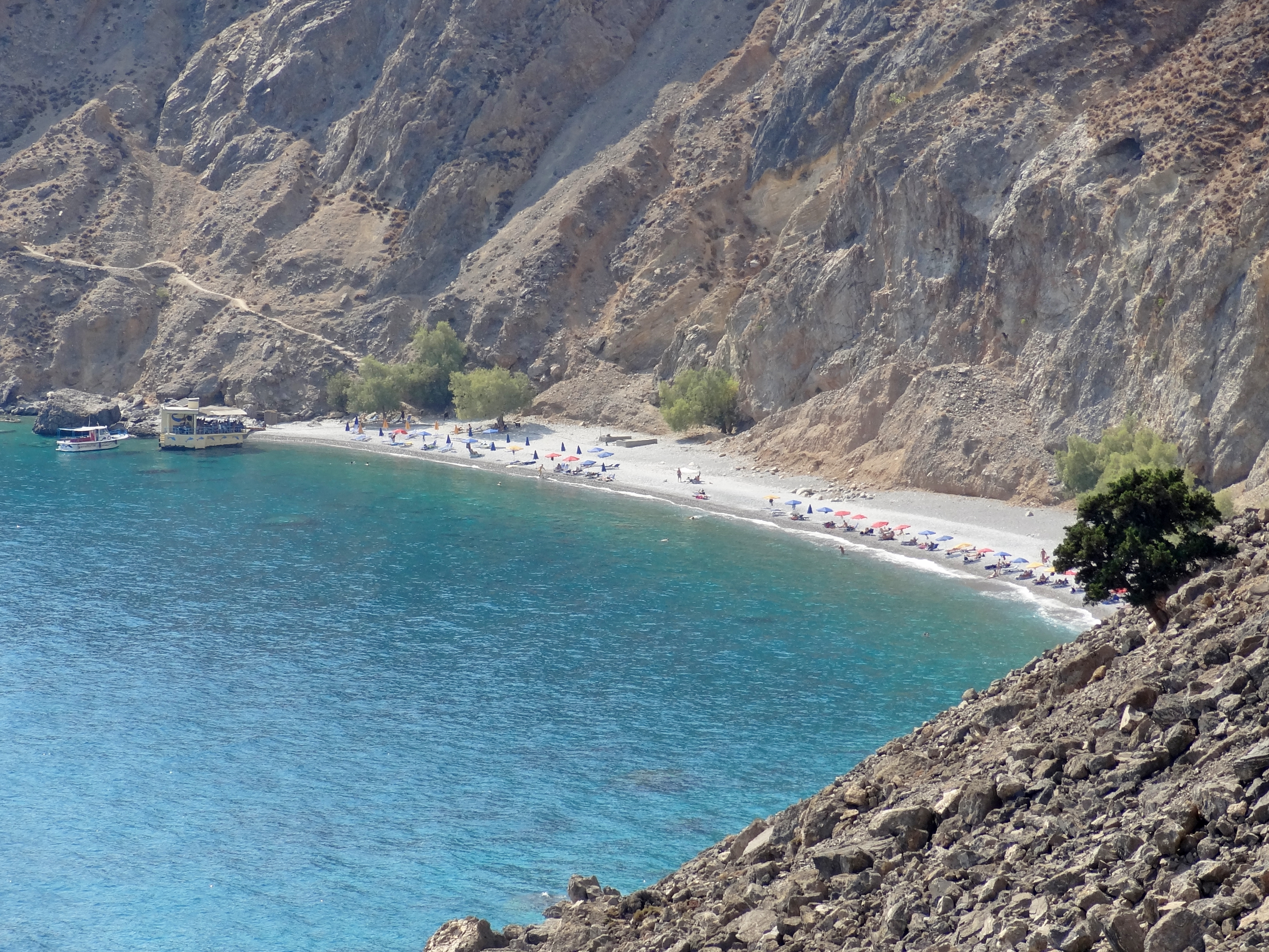
Blick von Osten

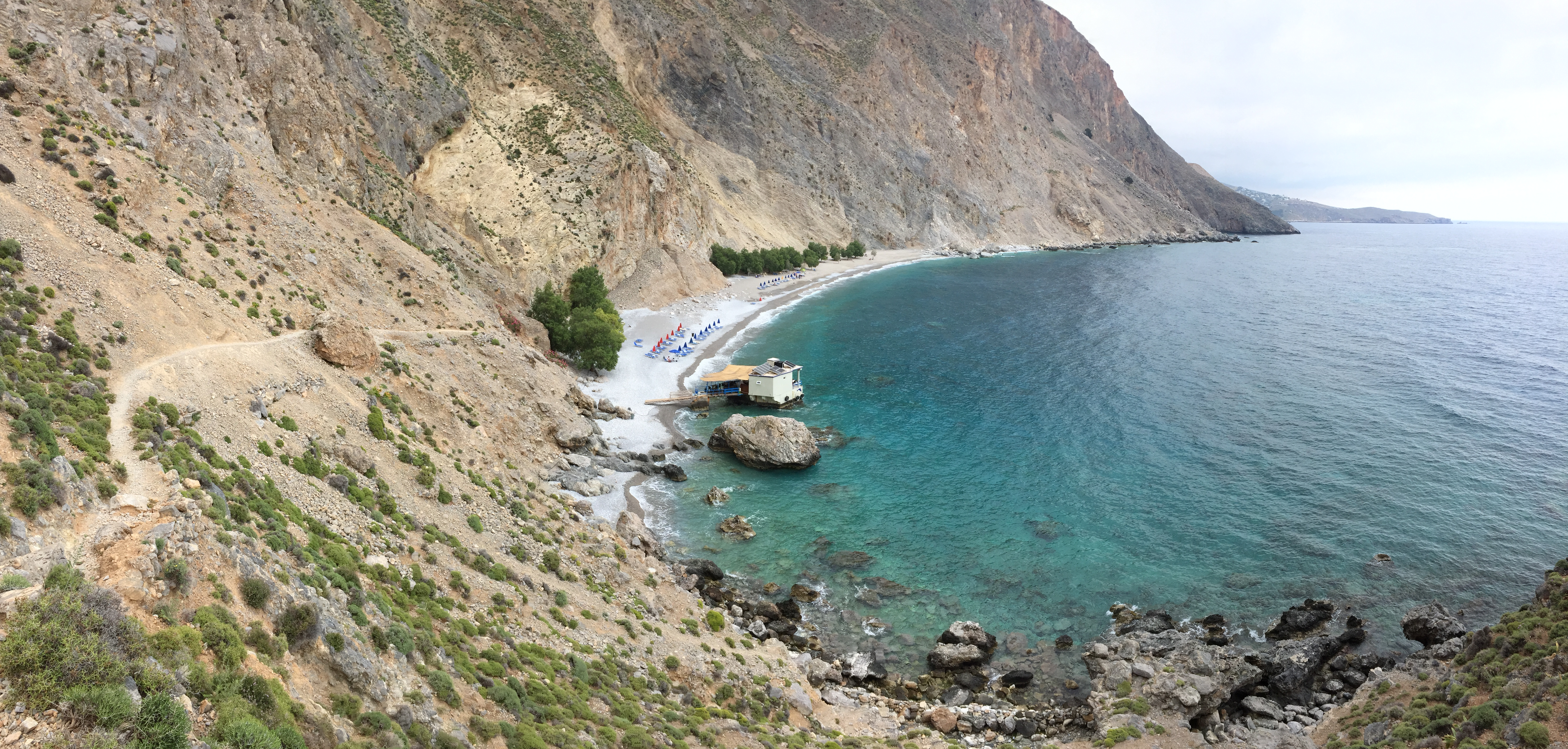
Blick von Westen

Paralia Glyka Nera (griechisch Παραλία Γλυκά Νερά ‚Süßwasserstrand‘), auch englisch Sweet Water Beach, ist ein Strand an der Südwestküste der Insel Kreta am Libyschen Meer. Er gehört zur Gemeinde Sfakia.
„Glyka Nera“ bedeutet Süßwasser und ist von Süßwasserquellen am Strand abgeleitet. Auf dem Kiesstrand wachsen einige kleinere Baumgruppen.
Der Strand befindet sich zwischen den Orten Loutro und Chora Sfakion an der Südküste Kretas. Er ist zu Fuß über den europäischen Fernwanderweg E4 oder mit dem Boot erreichbar. Straßen führen nicht zum Strand. Direkt vor dem Strand befindet sich eine auf einem Felsen im Wasser erbaute Taverne, die über einen Steg erreichbar ist.
Koordinaten: 35° 12′ 4,5″ N, 24° 6′ 23,5″ O